# 福尔加罗拉斯
福尔加罗拉斯（西班牙語：Folgarolas），是西班牙加泰罗尼亚巴塞罗那省的一个市镇。总面积11平方公里，总人口2249人（2013年），人口密度214人/平方公里。